# Première Phalange
Albums de Luce
Chaud
(23 février 2015)
Singles
Première Phalange est le premier album studio de la chanteuse française Luce, sorti le 20 juin 2011. L'album a été écrit en collaboration avec plusieurs artistes de la chanson française, dont Philippe Katerine, Gérard Baste, Mathieu Boogaerts ou encore Orelsan.
De cet album est extrait un premier single, « Été noir », diffusé à partir du 29 mars 2011.
25 000 albums ont été vendus.

## Promotion pré-sortie
La sortie de l'album a été précédée d'une campagne de promotion, intitulée les « Jeudis de Luce », composée de douze sketchs vidéos inspirés des douze chansons que contient l'album. La campagne de teasing a consisté en la diffusion, chaque jeudi précédant la sortie de l'album, d'un extrait d'une chanson de l'album, accompagné de son clip vidéo associé. 
Les clips mettent en scène la chanteuse, Luce, et le personnage de Bobby, incarné par Gaël Giraudeau, le fils de Bernard Giraudeau et Anny Duperey. Chacun des films est réalisé par Audrey Najar et Frédéric Perrot, alias Najar & Perrot, et produit par LN Productions.

## Liste des chansons
L'album comporte quinze titres, dont douze chansons et trois interludes musicaux. Plusieurs personnalités de la scène musicale française ont participé à l'écriture et à la composition des chansons qui composent l'album. On y retrouve ainsi  Philippe Katerine, Mathieu Boogaerts, Orelsan, le leader des Svinkels Gérard Baste  ou encore Max Lavegie, membre du groupe Carmen Maria Vega.
| No  | Titre                      | Auteur                                                        | Durée |
| --- | -------------------------- | ------------------------------------------------------------- | ----- |
| 1.  | L'Été noir                 | (Noémie Brosset / Noémie Brosset - Anthony Giraud)            |       |
| 2.  | Manger du sable            | (Hélène Pince / Laurent Lamarca)                              |       |
| 3.  | La Reine des moules        | (Noémie Brosset)                                              |       |
| 4.  | J'me fume                  | (Luce - Mathieu Boogaerts / Mathieu Boogaerts)                |       |
| 5.  | Élise                      | (Luce - Mathieu Boogaerts / Mathieu Boogaerts)                |       |
| 6.  | La Machine (feat. Orelsan) | (Orelsan - Luce / John Mamann - Jan Pham Huu Tri)             |       |
| 7.  | Happée coulée              | (Cléa Vincent - Kim Giani)                                    |       |
| 8.  | La Fessée                  | (Gérard Baste / John Gitlis - Maxime Picard - Clément Picard) |       |
| 9.  | La Compote                 | (Luce)                                                        |       |
| 10. | La Symphonie d'Alzheimer   | (Mathieu Barcella)                                            |       |
| 11. | J'aime la pluie            | (Philippe Katerine)                                           |       |
| 12. | Mes tongs                  | (Philippe Katerine)                                           |       |
| 13. | Apocalypse                 | (Orelsan - Luce / Mounir Maarouf)                             |       |
| 14. | Western spaghetti          | (Alice Daquet / Maxime Delpierre)                             |       |
| 15. | L'Amour blême              | (Max Lavegie)                                                 |       |